# Whitworth, Lancashire
Whitworth este un oraș în comitatul Lancashire, regiunea North West England, Anglia. Orașul se află în districtul Rossendale.